# Zenon Nowak

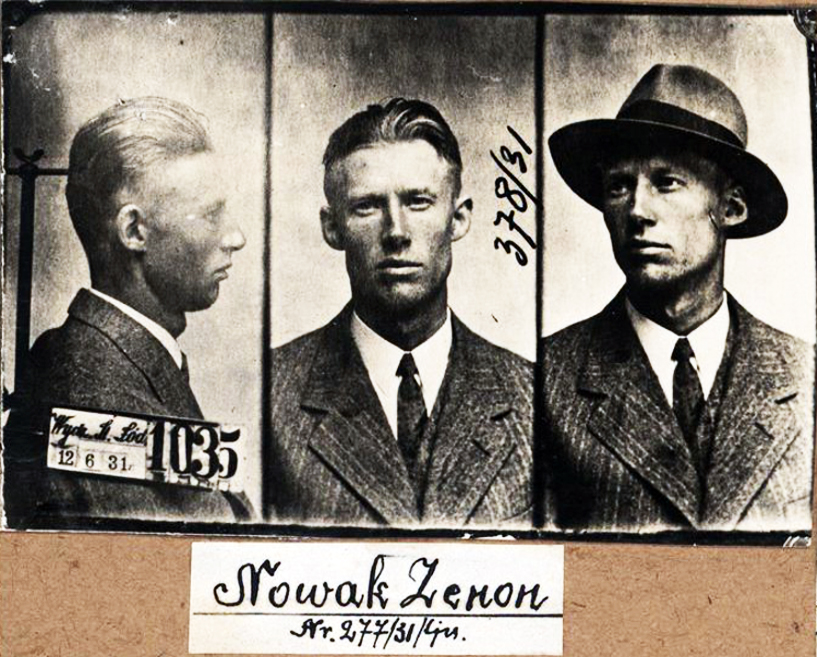
Zenon Nowak po aresztowaniu przez Policję Państwową za działalność komunistyczną 1931

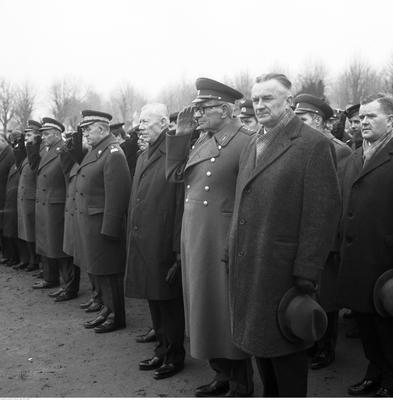
Uroczystości z okazji 25-lecia wyzwolenia Kołobrzegu, 16 marca 1970, od prawej: Piotr Jaroszewicz, gen. Stanisław Popławski, Zenon Nowak i gen. Józef Urbanowicz

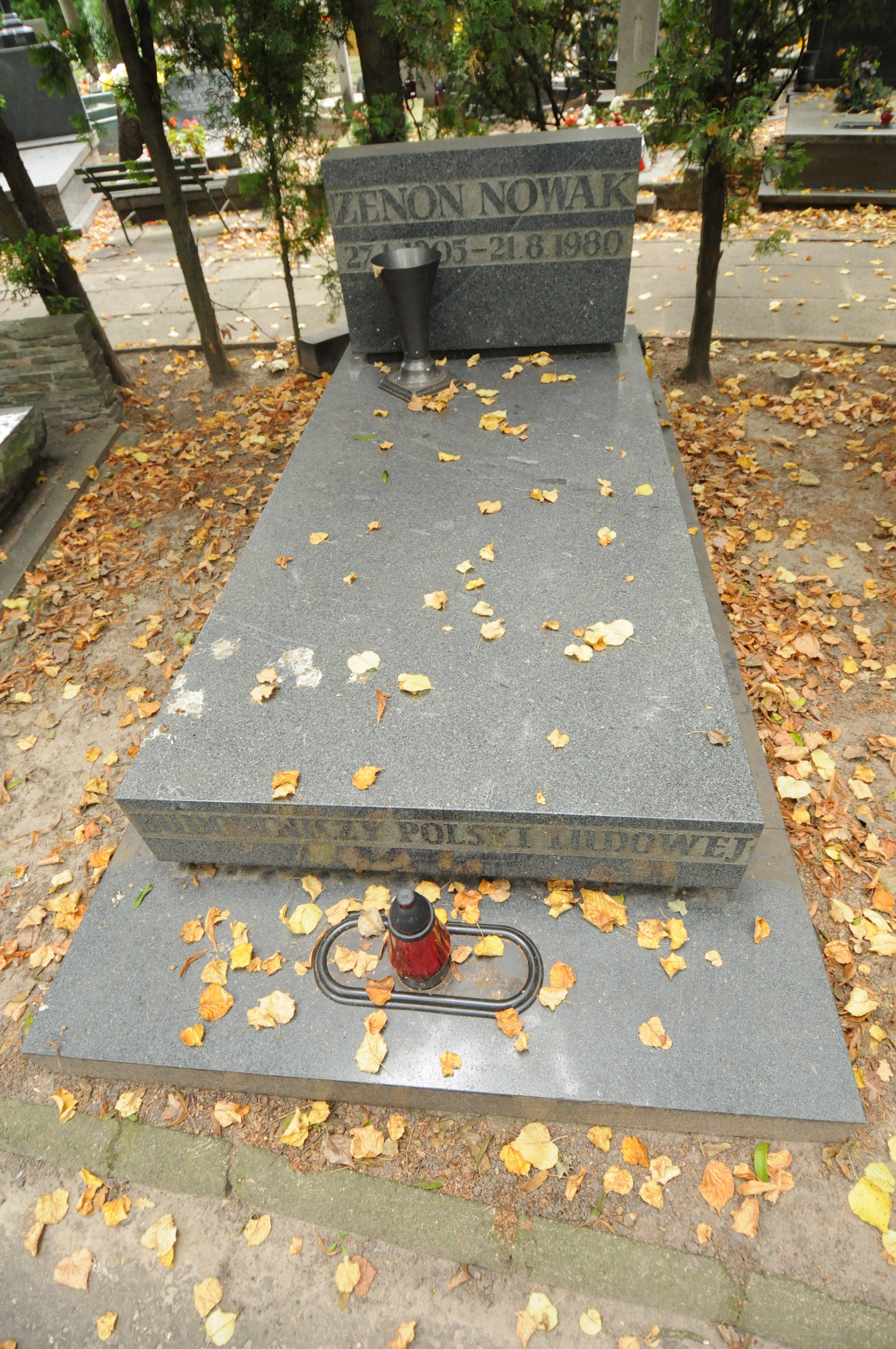
Grób Zenona Nowaka

Zenon Nowak (ur. 27 stycznia 1905 w Pabianicach, zm. 21 sierpnia 1980 w Warszawie) – polski polityk komunistyczny, poseł na Sejm PRL I, III, IV i V kadencji, członek Biura Politycznego KC PZPR (1954–1956), wiceprezes Rady Ministrów (1952–1968, od 1954 do 1956 jako I zastępca Prezesa Rady Ministrów), w latach 1969–1971 prezes Najwyższej Izby Kontroli. Budowniczy Polski Ludowej.

## Życiorys
Urodził się w rodzinie robotniczej. W latach 1917–1920 był górnikiem w kopalni w Westfalii, po powrocie do kraju pracował jako robotnik rolny, tkacz w Pabianicach i górnik na Śląsku. Uzyskał wykształcenie wyższe w Międzynarodowej Szkole Leninowskiej w Moskwie. Podczas okupacji sowieckiej komendant oddziału Gwardii Robotniczej w Brześciu w okresie 1939–1940. W latach 1942–1945 pracował w niemieckim obozie pracy w Sudetach, następnie do 1947 służył w Armii Radzieckiej i powrócił do kraju.
W 1924 wstąpił do Komunistycznej Partii Polski, od 1932 do 1938 członek jej Komitetu Centralnego, od 1925 w Komunistycznym Związku Młodzieży Polski. W 1947 został członkiem Polskiej Partii Robotniczej, a w 1948 przystąpił z nią do Polskiej Zjednoczonej Partii Robotniczej. W 1948 II sekretarz Komitetu Wojewódzkiego PPR w Poznaniu i I sekretarz KW w Katowicach oraz kierownik wydziału personalnego i członek biura organizacyjnego Komitetu Centralnego PPR. W Komitecie Centralnym PZPR kierownik wydziału kadr (1948–1950), członek (1948–1954) biura organizacyjnego i członek jego sekretariatu (od 1950 do 1954). W latach 1948–1980 członek KC PZPR, w okresie 1950–1954 jego sekretarz i zastępca członka Biura Politycznego KC. Członek BP KC PZPR od 1954 do 1956, w latach 1968–1971 przewodniczący Centralnej Komisji Kontroli Partyjnej.
Od 1952 do 1968 wiceprezes Rady Ministrów (od 1952 do 1954 jako I zastępca Prezesa Rady Ministrów). W latach 1969–1971 prezes Najwyższej Izby Kontroli. Od 1971 do 1978 ambasador PRL w ZSRR. Pełnił mandat poselski na Sejm PRL I, III, IV i V kadencji, w latach 1978–1980 członek prezydium Ogólnopolskiego Komitetu Frontu Jedności Narodu. Zenon Nowak na VII Plenum KC PZPR w 1956 wystąpił z zarzutem, że we władzach krajowych za dużo jest osób pochodzenia żydowskiego. Uważany za wpływową postać wśród „natolińczyków”.
Od jego nazwiska wzięło się popularne powiedzenie: „Tak czy owak – Zenon Nowak”, nawiązujące do wyjątkowo skutecznego opierania się roszadom personalnym w kierownictwie partii i państwa. Kiedy na VIII Plenum w październiku 1956 frakcja „puławian” rozprawiała się z „natolińczykami”, Zenon Nowak został wprawdzie usunięty z Biura Politycznego i utracił stanowisko I wicepremiera, ale zachował rangę wicepremiera.
Został pochowany 27 sierpnia 1980 na Cmentarzu Wojskowym na Warszawskich Powązkach (kwatera A30-półkole-4). W pogrzebie uczestniczyli m.in. członkowie władz PZPR: Władysław Kruczek, Emil Wojtaszek, Henryk Kisiel i Jerzy Muszyński. W imieniu Komitetu Centralnego PZPR Zenona Nowaka pożegnał członek Biura Politycznego KC PZPR, przewodniczący Centralnej Komisji Kontroli Partyjnej Władysław Kruczek.

## Życie prywatne
Mieszkał w Warszawie. Żonaty z Ireną z domu Kornijenko (1924–2011).

## Odznaczenia i wyróżnienia
- Order Budowniczych Polski Ludowej (1964)[5]
- Order Sztandaru Pracy I klasy
- Krzyż Komandorski z Gwiazdą Orderu Odrodzenia Polski (1975)[6]
- Medal 10-lecia Polski Ludowej (1955)
- Medal 30-lecia Polski Ludowej (1974)
- Złoty Medal „Za zasługi dla obronności kraju”
- Srebrny Medal „Za zasługi dla obronności kraju”
- Brązowy Medal „Za zasługi dla obronności kraju”
- Złoty Znak Związku Ochotniczych Straży Pożarnych (1964)[7]
- Odznaka 1000-lecia Państwa Polskiego (1966)[8]
- Honorowa odznaka Zrzeszenia Studentów Polskich (1962)[9]
- Złota odznaka honorowa Związku Ociemniałych Żołnierzy (1967)[10]
- Honorowe obywatelstwo miasta Pucka (1960)[11]
- Złota Odznaka Honorowa Gryfa Pomorskiego (1960)[12]
- Odznaka XV-lecia Wyzwolenia Dolnego Śląska (1960)[13]
- Odznaka honorowa „Za zasługi dla Gdańska” (1960)[14]
- Odznaka honorowa „Zasłużony dla Warmii i Mazur” (1960)[15]
- Złota odznaka „Za zasługi dla województwa warszawskiego” (1962)[16]
- Odznaka „Budowniczego Wrocławia” (1966)[17]
- Odznaka „Zasłużonemu Opolszczyźnie” (1968)[18]
- Odznaka honorowa „Za zasługi w rozwoju województwa koszalińskiego” (1966)[19]
- Złota odznaka „Zasłużony dla Dolnego Śląska” (1966)[20]
- Medal „Za szczególne zasługi dla rozwoju Włocławka” (1968)[21]
- Odznaka honorowa „Za zasługi dla Lubelszczyzny” (1969)[22]
- Honorowe obywatelstwo Dzierżoniowa (1966)[23]
- Honorowe obywatelstwo Drezdenka (1968)[24]
- Odznaka „Za zasługi w rozwoju miasta Drezdenka” (1968)[24]
- Odznaka „Budowniczy Nowej Huty” (1959)[25]
- Medal pamiątkowy „650-lecia Słupska” (1960)[26]
- Odznaka Studenckiego Czynu 20-lecia Powrotu Ziem Zachodnich (1965)[27]
- Order Rewolucji Październikowej (ZSRR, 1975)[28]
- Order Przyjaźni Narodów (Związek Radziecki)[29]
- Medal „Za zwycięstwo nad Niemcami w Wielkiej Wojnie Ojczyźnianej 1941–1945” (Związek Radziecki)
- Medal jubileuszowy „Trzydziestolecia zwycięstwa w Wielkiej Wojnie Ojczyźnianej 1941–1945” (Związek Radziecki, 1975)
- Order Ludowej Republiki Bułgarii (Bułgaria, 1967)[30]